# Petreto-Bicchisano
Petreto-Bicchisano (Pitretu Bicchisgià en idioma corso) es una comuna y población de Francia, en la región de Córcega, departamento de Córcega del Sur. Es la cabecera y mayor población del cantón de su nombre.
Su población municipal en 2007 era de 566 habitantes.

## Geografía
La población está constituida de dos partes, correspondientes a dos antiguas aldeas:
- Petreto (a mayor altura, en la carretera D 420).
- Bicchisano (a lo largo de la N196).

## Demografía
| ABS. | 684 | 625 | 729 | 788 | 758 | 861 | 859 | 866 | 908 | 839 | 1 025 | 1 057 | 1 114 | 1 139 | 1 163 | 1 360 | 1 540 | 1 579 | 1 561 | 1 516 | 1 607 | 1 572 | 1 605 | 1 523 | 1 514 | 788 | 747 | 659 | 643 | 585 | 549 | 566 |
| Para los censos de 1962 a 1999 la población legal corresponde a la población sin duplicidades (Fuente: INSEE [Consultar]) |     |     |     |     |     |     |     |     |     |     |       |       |       |       |       |       |       |       |       |       |       |       |       |       |       |     |     |     |     |     |     |     |

## Personas ligadas a la comuna
- René Tomasini (1919-1983) político francés